# Gloiocephala xanthocephala
Gloiocephala xanthocephala är en svampart som först beskrevs av G. Stev., och fick sitt nu gällande namn av Desjardin & E. Horak 1997. Gloiocephala xanthocephala ingår i släktet Gloiocephala och familjen Physalacriaceae.   Inga underarter finns listade i Catalogue of Life.